# Perdiu boscana de Sabah
La perdiu boscana de Sabah(Tropicoperdix graydoni) és una espècie d'ocell de la família dels fasiànids (Phasianidae) que habita zones boscoses i encara terres de conreu al nord de Borneo.

## Taxonomia
Inclosa adés al gènere Arborophila, com una subespècie d'Arborophila charltonii, ha estat considerada una espècie de ple dret i ubicada al recentment recuperat gènere Tropicoperdix.